# 東亞羽枝蘚
東亞羽枝蘚（学名：Pinnatella makinoi）为平蘚科羽枝蘚屬下的一个种。